# バミューダ諸島議会
バミューダ諸島議会（バミューダしょとうぎかい、英語: Parliament of Bermuda）は、イギリスの海外領土であるバミューダ諸島の立法府である。

## 概要
両院制で、元老院（上院）と庶民院（下院）で構成される。
上院は定員11名で、総督・首相・野党によって任命される。下院は定員36名、任期5年で小選挙区制で選出される。

## 沿革
1620年に一院制の議会が設立。1968年の憲法改正が行われ、政党の合法化、普通選挙権が導入された。